# Jeux sud-asiatiques de 2004
Les Jeux sud-asiatiques 2004 se sont déroulés à Islamabad, au Pakistan, en 2004.
Il s'agit de la 9e édition.
L'Afghanistan y participe pour la première fois

## Tableau récapitulatif
- Cérémonie d'ouverture : 2004
- Cérémonie de clôture : 2004
- Nations participantes : 8
- Ville hôte : Islamabad
- Pays hôte : Pakistan
- Sports : 20

## Sportsinscrits au programmesud-asiatique
Plusieurs sports firent leur apparition sur le programme sud-asiatique, comme la tir à l'arc, le cyclisme, le badminton, le squash, le judo, le taekwondo, portant le nombre de sports de 12 à 20
- Athlétisme
- Badminton
- Boxe
- Cyclisme
- Football
- Haltérophilie
- Judo
- Lutte
- Kabaddi
- Karaté
- Natation
- Squash
- Taekwondo
- Tennis de table
- Tir
- Tir à l'arc
- Volleyball
- Wushu

## Pays participants
- Inde
- Pakistan  (pays hôte)
- Bangladesh
- Sri Lanka
- Bhoutan
- Maldives
- Népal
- Afghanistan